# Nick Hilligoss
Nick Hilligoss är en australiensisk animatör. Han har under många år arbetat med att göra animerade filmer för Australian Broadcasting Corporation's Natural history unit i Melbourne, och fått ett flertal pris för sitt arbete med stop motion animation.

## Film och animation av Nick Hilligoss (i urval)
Once upon Australia:' (producerat 1995) är ett cirka 30 minuter långt program i dokumentärstil som skall visa hur man tror att delar av Australiens förhistoriska djur skulle ha utvecklats och levt då kontinenten skiljdes från övriga världen. Bland dom medverkande figurerna finns lobfeniga fiskar, groddjur, dinosaurier som Allosaurus, Timimus och Leaellynasaura. Även jättekängurur, sköldpaddan Meiolania och varanödlan Megalania förekommer. Programmet avslutas med människans utdöende. Hilligoss har sagt att det kändes lite svårt för honom att fortsätta dockanimationen med dinosaurierna efter att han sett Jurassic park, eftersom han kände det som att publiken inte skulle bli imponerade av hans arbete efter den amerikanska dinosauriefilmen med dess revolutionerande datoranimation
. Det tog ungefär 2 ½ för Hilligoss att bli färdig med sin film.
Turtle world: en mindre (cirka 8 minuter lång) skildring av trossatsen att jordytan är ryggen på en ofantlig sköldpadda. Den stora sköldpaddan skapar en värld på sin sköld, och stora djungler växer upp där. inne bland buskar och blad lever en grupp apor som till en början lever ett naturligt liv, men börjar sträva efter mer och mer bekvämlighet och civiliserat liv med bostäder. Till slut går det över styr, och sköldpaddan dyker ner i oceanen, och utplånar världen hon själv skapat. 
Good riddance: en mindre TV-serie i 5 korta avsnitt, producerad 2003. Skildrar "Eco", en man som arbetar med att finna ekologiska metoder för att utrota ohyra och skadedjur såsom sniglar, råttor, flugor och termiter. TV-serien är ett av Hilligoss senaste arbeten med Stop motion för ABC Television.